# Aleksander Tymieniecki
Aleksander Zaremba Tymieniecki herbu Zaremba (zm. po 1671 roku) – cześnik sieradzki w latach 1668-1669, miecznik wieluński w latach 1658-1668, sędzia kapturowy ziemi przemyskiej w 1668 roku, starosta medycki i grodecki, pułkownik królewski.
Poseł na sejm konwokacyjny 1668 roku z ziemi przemyskiej. Był członkiem konfederacji generalnej zawiązanej 5 listopada 1668 roku na tym sejmie.